# ジョン・アレン (第4代アレン子爵)
第4代アレン子爵ジョン・アレン（英語: John Allen, 4th Viscount Allen、1726年以前 – 1753年11月10日）は、アイルランド王国の貴族、政治家。

## 生涯
リチャード・アレン（Richard Allen、初代アレン子爵ジョン・アレンの三男）とドロシー・グリーン（Dorothy Green、サミュエル・グリーンの娘）の息子として生まれた。
従軍して騎兵大尉になり、1742年から1745年にはウィックロー・カウンティ選挙区の代表としてアイルランド庶民院議員を務めた。1745年5月25日に伯父ジョシュアの息子にあたる第3代アレン子爵ジョン・アレンが死去すると、アレン子爵の爵位を継承した。その後、1745年10月9日にアイルランド貴族院議員に就任、一時は野党としてふるまったが、後にキルデア県で引退生活を送った。
1753年11月10日に死去、生涯未婚だったため弟ジョシュアが爵位を継承した。